# Instituto Nacional de la Vivienda
L'Instituto Nacional de la Vivienda (INV) va ser un organisme franquista creat el 1939 i suprimit el 1977 amb l'objectiu de fomentar l'habitatge i assegurar l'ús de la mateixa. Durant la seva existència es van construir milers d'habitatges protegits.
L'INV, creat per Pedro González-Bueno y Bocos, en el si del Ministeri d'Acció i Organització Sindical, tenia una personalitat jurídica pròpia i autònoma per administrar el seu patrimoni, però anys més tard va passar a pertànyer a l'organització sindical, després al Ministeri de Treball d'Espanya i finalment al Ministeri d'Habitatge, quan es va crear el 1957.
En els seus primers anys d'existència va estar sota la direcció del pamplonès Federico Mayo Gayarre (1894-1954), enginyer de mines nomenat capità d'enginyers durant la guerra civil. Va ocupar el càrrec de director general de l'INV des de la seva fundació fins a la seva mort el 1954. Algunes de les tasques més importants que realitzava eren: 
- Imposar sancions.
- Dictar ordenances de construccions protegides i aprovar i qualificar els seus projectes de construcció.
- Vigilar l'ús i bon aprofitament dels habitatges.
- Inspeccionar els projectes aprovats.